# University of Bradford

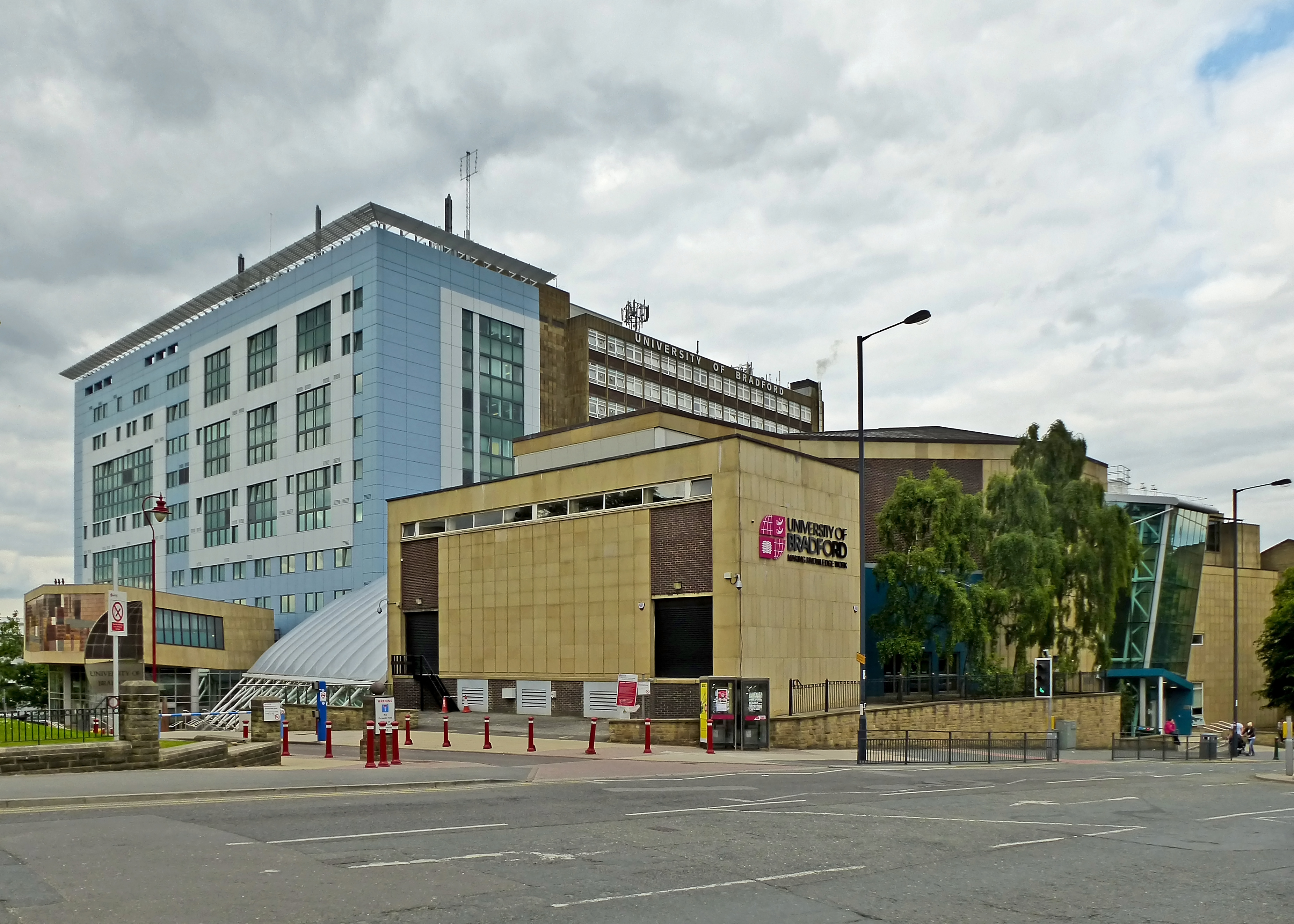
Richmond Building der Universität Bradford

Die Universität Bradford (englisch: University of Bradford) ist eine staatliche Universität in Bradford im Vereinigten Königreich. Sie wurde 1832 als Mechanics Institute gegründet. Zu ihren Einrichtungen gehört das Institut für Friedensforschung, welches als eine der größten universitären Einrichtungen für Friedens- und Konfliktforschung weltweit zählt.

## Geschichte
Die University of Bradford wurde 1966 als vierzigste Universität des Vereinigten Königreichs in Bradford, West Yorkshire, gegründet. Das offizielle Datum ist der 18. Oktober, an dem die Royal Charter für die Institution durch das Privy Council bestätigt wurde. Der damalige, britische Premierminister Harold Wilson wurde der erste Kanzler der Hochschule.

### Bradford Mechanics Institute
Die Geschichte der Universität beginnt mit der Gründung des Bradford Mechanics Institute (BMI) im März 1832. Die Gründung verfolgte drei primäre Ziele, nämlich die Gründung einer umfangreichen und wohlsortierten Bibliothek, öffentlich zugängliche Ausbildungslehrgänge mit attraktiven Inhalten und die Formung von Ausbildungslehrgängen unter der Führung von gut-qualifizierten Lehrkräften. Bis 1863 wurde dieser Unterricht durch freiwillige Lehrkräfte durchgeführt. In diesem Jahr ersetzten qualifizierte, hauptamtliche Lehrkräfte diese Rolle.
Am 6. März 1878 wurde die School of Weaving (Schule für Weberei) auf dem Gelände des BMI eingerichtet. Bradford war damals die Textilhauptstadt der Welt und benötigte qualifizierte Arbeitskräfte. Diese Gründung war ein wichtiger Meilenstein in der Entwicklung vom BMI über das Bradford Institute of Technology hin zur University of Bradford.

### Bradford Technical College
Im Juni 1882 wurde das BMI in Anwesenheit des Duke of Wales in das Bradford Technical College (BTC) umgewandelt. 1920 übernahm Harry Richardson die Leitung des BTC und begann, die Weiterentwicklung des Colleges zu einer Universität ernsthaft anzugehen. Am 1. September 1957 wurde das Bradford Institute of Technology (BIT) gegründet, das sich ausschließlich auf höhere Bildung konzentriert. Während das BTC in die Emma Lane umzog, entwickelte sich das BIT weiter in der Great Horton Road, dem ursprünglichen Heim des BTC.
1960 begannen Bauarbeiten am neuen Hauptgebäude, dem heutigen Richmond Building. 1962 gab der Stadtrat von Bradford die Kontrolle über das BIT auf und das Ministry of Education übernahm. Der Leiter des Colleges, Ted Edwards, glaubte, so die Expansion zu beschleunigen. 1962 gab es vier Abteilungen:
- Naturwissenschaften (Physical Science)
- Biowissenschaften (Biological Science)
- Ingenieurswesen (Engineering)
- Sozialwissenschaften (Social Sciences)

Daneben entwickelten sich einige Schulen für vertiefte Studien wie Nuklearwissenschaften, Chemieingenieurswesen und Materialwissenschaften. 1963 wurde das „Management Centre“ für betriebswissenschaftliche Studien eröffnet. Im September 1963 wurde eine Studie der Regierung veröffentlicht, nach welcher Colleges of Advanced Technologies in Technological Universities umgewandelt werden sollten. Das Papier ebnete der University of Bradford den Weg. In November eröffneten die ersten beiden Studentenwohnheime der zukünftigen Universität.

### University of Bradford
1964 stand fest, dass die Universität gegründet werden würde. Man konnte Harold Wilson als ersten Kanzler gewinnen. Die Nachricht wurde einen Tag vor seinem Wahlsieg bekanntgegeben, am Tag darauf war er Premierminister des Vereinigten Königreichs. 1965 wurde das neue Hauptgebäude eröffnet und am 18. Oktober 1966 hörte das Bradford Institute of Technology auf zu existieren.
1969 wurde das heutige Chesham-B.-Building für Chemieingenieurswesen eröffnet. 1973 öffnete die School of Peace Studies, die erste Schule für Friedensforschung in Großbritannien. 1975 wurde in Anwesenheit des Autors John Boynton Priestley die J. B. Priestley-Library eröffnet, die nach ihm benannte Universitätsbibliothek.
1986 wurde John Harvey-Jones der zweite Kanzler der Universität, kurz bevor er den Vorsitz von Imperial Chemical Industries (ICI) aufgab. 1992 übernahm Trevor Holdsworth, früherer Aufsichtsratsvorsitzender von National Power, die dritte Kanzlerschaft an der Universität. 1997 folgte ihm die Labor-Politikerin Betty Lockwood. Ihr Nachfolger und fünfter Kanzler wurde 2005 Imran Khan.
2008 eröffnete die Universität das neue Behandlungszentrum für Krebserkrankungen, das Institute of Cancer Therapeutics. 2011 folgte ein Gebäude für die Gesundheitswissenschaften.
2015 wurde mit Kate Swann – sie leitete als Aufsichtsratsvorsitzende das Board von WHSmith – erneut eine Führungspersönlichkeit aus der Wirtschaft zum sechsten Kanzler der Universität ernannt. Sie übernahm offiziell 2016 das Amt. 2015 erwähnte die Financial Times das Studium zum Master of Business Administration zum ersten Mal unter den Top 100 der Welt. Im gleichen Jahr wurde die Universität mit dem Queen’s Anniversary Prize für die Forschungsarbeiten zur Bekämpfung der Demenzerkrankungen ausgezeichnet.
2016 zeichnete das Scientific Women’s Academic Network, Athena SWAN, die Universität Bradford mit einer Bronze-Medaille für die Anstrengungen zur Gleichberechtigung aus.

## Fakultäten
Die Universität besitzt momentan 4 Fakultäten:
- Engineering & Informatics
- Health Studies
- Life Sciences
- Management, Law & Social Sciences